# Polygala microspora
Polygala microspora är en jungfrulinsväxtart som beskrevs av Joseph Blake. Polygala microspora ingår i släktet jungfrulinssläktet, och familjen jungfrulinsväxter. Inga underarter finns listade i Catalogue of Life.